# Decosters Haus

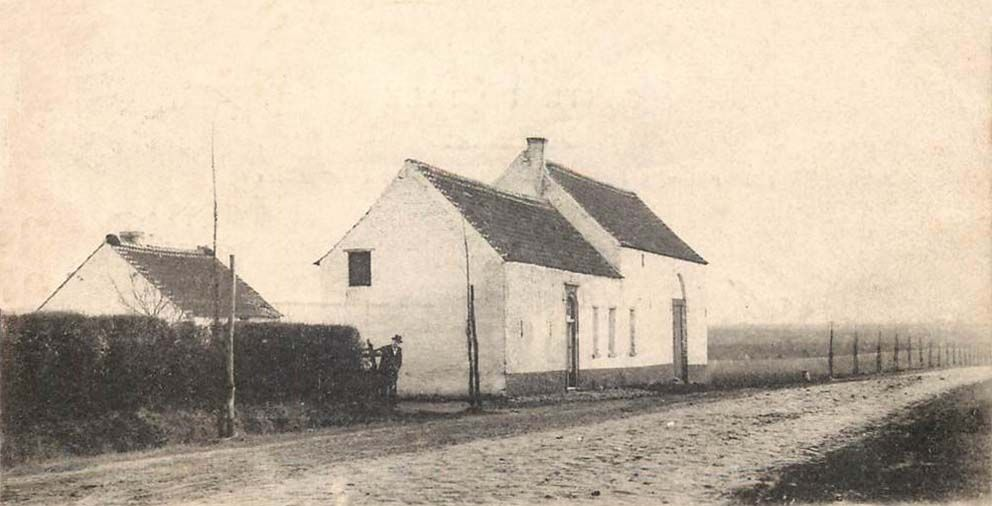
Das Decosters Haus um 1900

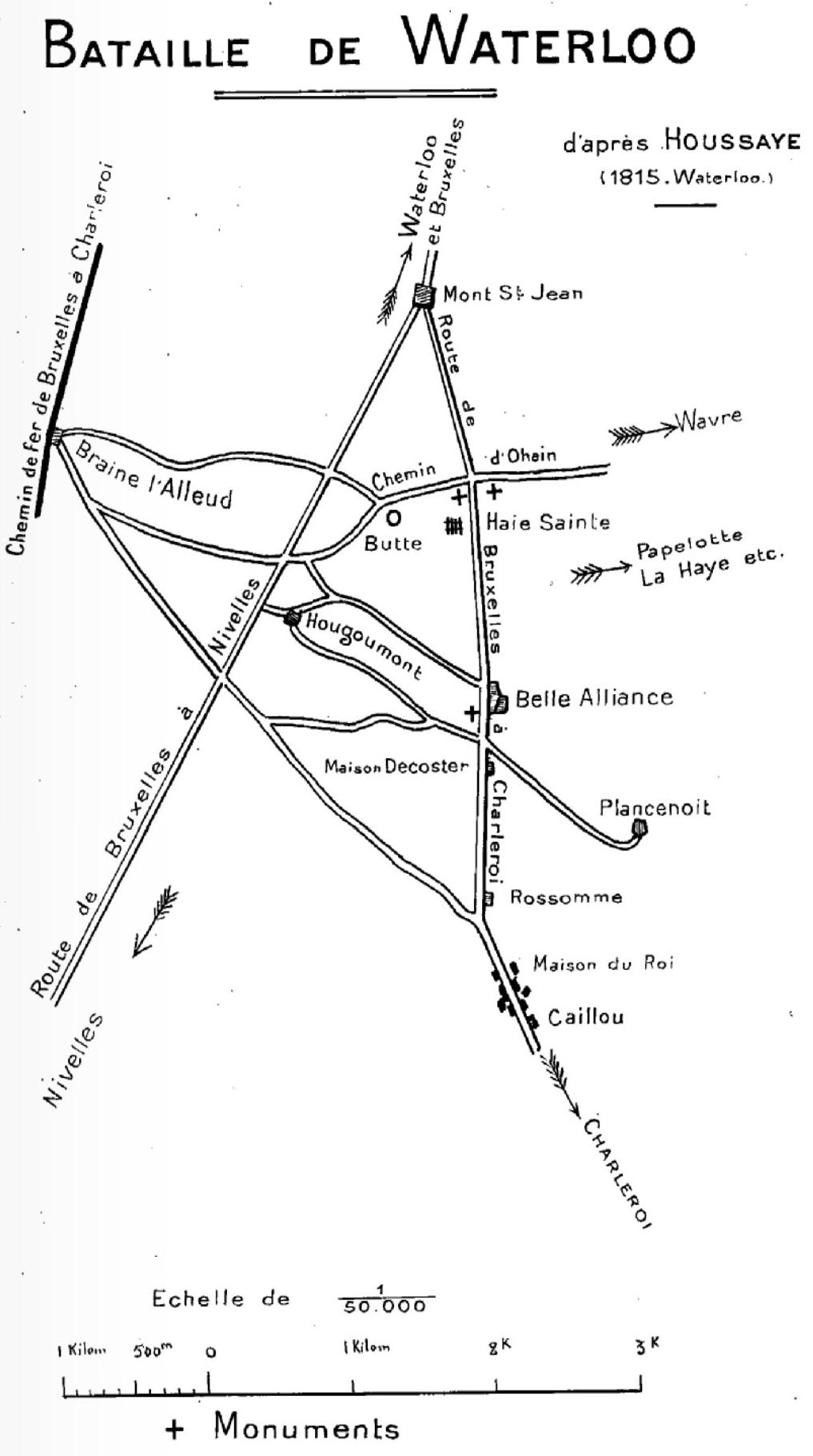
Die Lage des Decosters Haus

Das Decosters Haus war während der Schlacht von Waterloo einer der Aufenthalte von Napoleon. Es befand sich auf der Ostseite der Hauptstraße Brüssel – Genappe südlich der Kreuzung mit der Nebenstraße nach Plancenoit (südlich von Belle-Alliance und nördlich der Farm von Rossomme). Laut Jean-Baptiste Decoster verbrachte Napoleon den frühen Teil der Schlacht von Waterloo bei dem Farmhaus von Rossomme und zog dann gegen 17:00 Uhr in eine Position in der Nähe von Decosters Haus, wo er bis etwa 19:00 Uhr blieb.

## Name
Der Kleinbauernhof gehört Jean-Baptiste Decoster, der für Napoleon Bonaparte ein unwilliger lokaler Führer war, und seine Erinnerung an eine wichtige Hauptquelle für die Orte, die Napoleon während der Schlacht einnahm, einschließlich eines Hügels oder eines Hügels in der Nähe seines Hauses. Laut Decoster verbrachte Napoleon den frühen Teil in und um Rossomme und zog dann gegen 17:00 Uhr in eine Position in der Nähe von Decosters Haus, wo er bis etwa 19:00 Uhr blieb.

## Lage
Decoster besaß ungefähr 2,4 ha Land, auf dem sich das Haus befand. Das Haus wurde von Decoster als kleines Gasthaus mit landwirtschaftlichen Betrieb, einem sogenannten „Kabarett“ betrieben. Sir Walter Scott, der einige Monate nach der Schlacht, das Areal aufsuchte, beschrieb das Haus und lokalisierte es "in der Entfernung von einem Schuss von La Belle-Alliance entfernt.